# Živkovci
Živkovci (en serbe cyrillique : Живковци) est un village de Serbie situé dans la municipalité de Ljig, district de Kolubara. Au recensement de 2011, il comptait 455 habitants.

## Démographie

### Évolution historique de la population
| 1948  | 1953  | 1961  | 1971  | 1981 | 1991 | 2002 | 2011 |
| ----- | ----- | ----- | ----- | ---- | ---- | ---- | ---- |
| 1 276 | 1 238 | 1 152 | 1 019 | 876  | 700  | 534  | 455  |

|  |